# Ciudad de Perito Moreno
Perito Moreno —también conocida como Lago Buenos Aires— es una ciudad del noroeste de la provincia de Santa Cruz, Argentina. Es la cabecera del departamento Lago Buenos Aires. Por esta localidad pasa el río Fénix Grande que desemboca en el río Deseado. Las vías de acceso son la ruta Provincial N.º 43, y la ruta Nacional RN 40. Se encuentra a 993 km de la capital provincial.
Está rodeada de establecimientos ganaderos y chacras que producen frutas finas y hortalizas. Esta pintoresca ciudad también cuenta con el turismo como una actividad importante, entre los principales atractivos se encuentran la observación de fauna en el parque Laguna, el paisaje de la cordillera de los Andes y el arte paleolítico en la Cueva de las Manos, uno de los escasos sitios arqueológicos del mencionado arte fuera de Europa.

## Historia
El primer asentamiento poblacional ha surgido en inmediaciones del manantial donde se encuentran las nacientes del río Deseado. En el paso de exploradores y transportes de carga de norte a sur, lugares obligados de aprovisionamiento y asistencia, se formó una pequeña villa en el año 1910.
El primer poblador, Emilio Buichacra, se estableció con un lugar de expendio y cambio de elementos esenciales para los pobladores y las caravanas de carretas, auxiliando además a los exploradores de la Región Patagónica. 
En ese mismo año se constituyó la Policía Fronteriza a cargo del Mayor Guebard, y el Juzgado de Paz a cargo de Francisco Campos. Poco después se establecieron en el lugar, llamado PARI-AIKE por los Tehuelches, los señores Miguel Félix y Raimundo Ramírez. Transcurría el año 1927, cuando por Decreto Nacional de fecha 7 de diciembre se oficializaba la creación del pueblo existente con el nombre de Nacimiento.

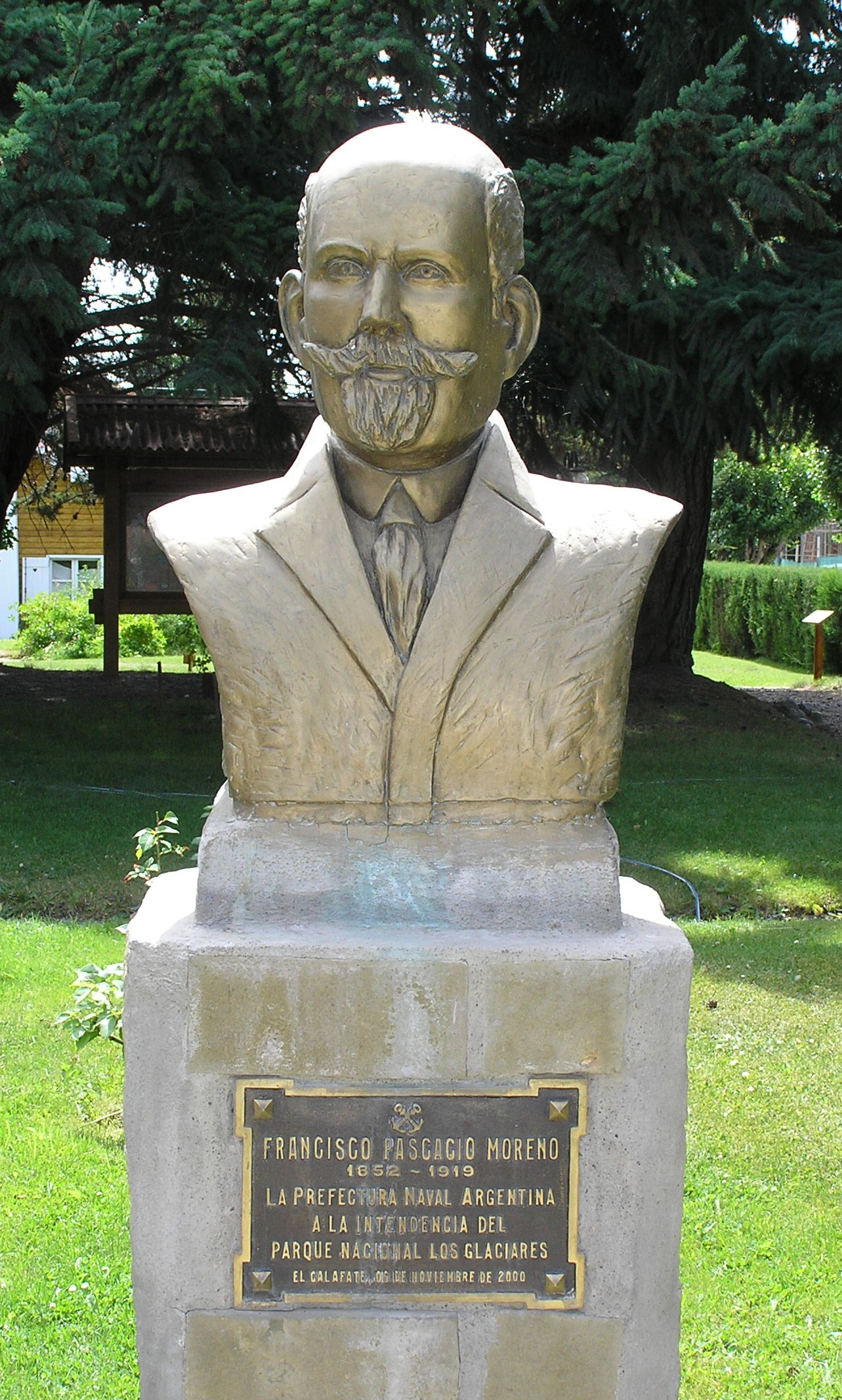
Busto de Francisco Pascasio Moreno en la intendencia del parque nacional Los Glaciares, en El Calafate

Este nombre no pasaba de ser utilizado en algunos documentos oficiales, por el contrario, según las encuestas realizadas, las oficinas Públicas y la población en general, lo llamaban “LAGO BUENOS AIRES”, debido a su proximidad con el lago homónimo. En la creencia que era sumamente conveniente oficializar lo establecido por el uso y la costumbre, el 22 de mayo de 1944 el presidente de la Nación, mediante Decreto N ° 12027/44, le dio en forma oficial el nombre de LAGO BUENOS AIRES.
Posteriormente, se estimaba rendir un justo homenaje a uno de los hombres que más contribuyeron a afianzar los derechos de soberanía en los territorios del sur, por ello el nombre de esta ciudad, evoca el episodio del desvío de las aguas del río Fénix ocurrido en el año 1898.
Consecuentemente con esta iniciativa, el 28 de mayo de 1952, mediante Decreto N.º 10471, el presidente de la nación designó con el nombre de PERITO MORENO a esta Localidad.
Por otra parte, y mientras se desarrollaban estos cambios de nombre, la evolución del asentamiento poblacional motivó su reconocimiento en la categoría de municipio, según Decreto Nacional N ° 33283 del 30 de diciembre de 1949.
A partir del 13 de mayo de 1981, por Decreto provincial, el gobernador de la provincia declara a Perito Moreno “Capital Arqueológica de Santa Cruz” en razón de su proximidad, y por la importancia científica, cultural y turística que reviste la gran cantidad de representaciones pictóricas que se encuentran el alto valle de Río Pinturas, siendo el yacimiento arqueológico Cueva de las Manos, uno de los más importantes del país y del mundo.
La ciudad festeja su aniversario los 7 de diciembre de cada año, lo cual fue estipulado mediante Decreto Provincial del año 1981.
En síntesis: su nombre se debe a la memoria del Perito Francisco Pascasio Moreno, uno de los hombres que más contribuyó a afianzar los Derechos de Soberanía en los territorios del Sur.
La localidad anteriormente tuvo otras denominaciones las cuales fueron:
- Parí Aike, vocablo tehuelche que significa “lugar de juncos”.
- Nacimiento, por estar emplazada en la naciente del río Deseado, mediante Decreto Nacional de fecha 7 de diciembre de 1927.
- Lago Buenos Aires, por las cercanías al lago homónimo, esta denominación fue oficializada el 22 de mayo de 1944.
- Perito Moreno, mediante Decreto Presidencial 10.471 del 28 de mayo de 1952.

## Clima
| Parámetros climáticos promedio de Perito Moreno (extremas 1951–1960 y 1970–2014)                              | Parámetros climáticos promedio de Perito Moreno (extremas 1951–1960 y 1970–2014) | Parámetros climáticos promedio de Perito Moreno (extremas 1951–1960 y 1970–2014) | Parámetros climáticos promedio de Perito Moreno (extremas 1951–1960 y 1970–2014) | Parámetros climáticos promedio de Perito Moreno (extremas 1951–1960 y 1970–2014) | Parámetros climáticos promedio de Perito Moreno (extremas 1951–1960 y 1970–2014) | Parámetros climáticos promedio de Perito Moreno (extremas 1951–1960 y 1970–2014) | Parámetros climáticos promedio de Perito Moreno (extremas 1951–1960 y 1970–2014) | Parámetros climáticos promedio de Perito Moreno (extremas 1951–1960 y 1970–2014) | Parámetros climáticos promedio de Perito Moreno (extremas 1951–1960 y 1970–2014) | Parámetros climáticos promedio de Perito Moreno (extremas 1951–1960 y 1970–2014) | Parámetros climáticos promedio de Perito Moreno (extremas 1951–1960 y 1970–2014) | Parámetros climáticos promedio de Perito Moreno (extremas 1951–1960 y 1970–2014) | Parámetros climáticos promedio de Perito Moreno (extremas 1951–1960 y 1970–2014) |
| Mes | Ene.                                                                             | Feb.                                                                             | Mar.                                                                             | Abr.                                                                             | May.                                                                             | Jun.                                                                             | Jul.                                                                             | Ago.                                                                             | Sep.                                                                             | Oct.                                                                             | Nov.                                                                             | Dic.                                                                             | Anual                                                                            |
| --- | -------------------------------------------------------------------------------- | -------------------------------------------------------------------------------- | -------------------------------------------------------------------------------- | -------------------------------------------------------------------------------- | -------------------------------------------------------------------------------- | -------------------------------------------------------------------------------- | -------------------------------------------------------------------------------- | -------------------------------------------------------------------------------- | -------------------------------------------------------------------------------- | -------------------------------------------------------------------------------- | -------------------------------------------------------------------------------- | -------------------------------------------------------------------------------- | -------------------------------------------------------------------------------- |
| Temp. máx. abs. (°C)                                                                                          | 35.0                                                                             | 38.2                                                                             | 32.0                                                                             | 24.0                                                                             | 21.0                                                                             | 17.0                                                                             | 15.8                                                                             | 16.5                                                                             | 21.8                                                                             | 25.5                                                                             | 29.2                                                                             | 32.0                                                                             | 38.2                                                                             |
| Temp. máx. media (°C)                                                                                         | 20.4                                                                             | 20.2                                                                             | 18.2                                                                             | 17.2                                                                             | 9.0                                                                              | 5.9                                                                              | 6.2                                                                              | 8.2                                                                              | 10.7                                                                             | 14.9                                                                             | 17.9                                                                             | 19.3                                                                             | 14.0                                                                             |
| Temp. media (°C)                                                                                              | 14.2                                                                             | 14.5                                                                             | 12.0                                                                             | 7.9                                                                              | 4.3                                                                              | 1.4                                                                              | 1.6                                                                              | 3.7                                                                              | 5.2                                                                              | 8.8                                                                              | 11.6                                                                             | 14.0                                                                             | 8.3                                                                              |
| Temp. mín. media (°C)                                                                                         | 9.7                                                                              | 9.5                                                                              | 7.2                                                                              | 3.2                                                                              | 0.2                                                                              | -3.0                                                                             | -2.7                                                                             | -0.6                                                                             | 0.4                                                                              | 3.8                                                                              | 6.8                                                                              | 8.8                                                                              | 3.6                                                                              |
| Temp. mín. abs. (°C)                                                                                          | -1.0                                                                             | -0.1                                                                             | -5.5                                                                             | -10.5                                                                            | -16.5                                                                            | -17.5                                                                            | -16.6                                                                            | -16.9                                                                            | -10.0                                                                            | -9.8                                                                             | -5.2                                                                             | -1.8                                                                             | -17.5                                                                            |
| Precipitación total (mm)                                                                                      | 17                                                                               | 7                                                                                | 8                                                                                | 8                                                                                | 21                                                                               | 12                                                                               | 12                                                                               | 11                                                                               | 8                                                                                | 5                                                                                | 3                                                                                | 4                                                                                | 116                                                                              |
| Días de precipitaciones (≥ 1 mm)                                                                              | 4                                                                                | 2                                                                                | 4                                                                                | 4                                                                                | 7                                                                                | 6                                                                                | 6                                                                                | 5                                                                                | 4                                                                                | 2                                                                                | 1                                                                                | 2                                                                                | 47                                                                               |
| Humedad relativa (%)                                                                                          | 43                                                                               | 50                                                                               | 55                                                                               | 61                                                                               | 73                                                                               | 79                                                                               | 74                                                                               | 68                                                                               | 61                                                                               | 51                                                                               | 46                                                                               | 45                                                                               | 59                                                                               |
| Fuente n.º 1: Servicio Meteorológico Nacional (promedio 1951–1960)                                            |                                                                                  |                                                                                  |                                                                                  |                                                                                  |                                                                                  |                                                                                  |                                                                                  |                                                                                  |                                                                                  |                                                                                  |                                                                                  |                                                                                  |                                                                                  |
| Fuente n.º 2: Secretaría de Minería (extremas 1951–1960), Oficina de Riesgo Agropecuario (extremas 1970–2014) |                                                                                  |                                                                                  |                                                                                  |                                                                                  |                                                                                  |                                                                                  |                                                                                  |                                                                                  |                                                                                  |                                                                                  |                                                                                  |                                                                                  |                                                                                  |

Humedad relativa promedio anual: 59%

## Simbología del escudo de la ciudad

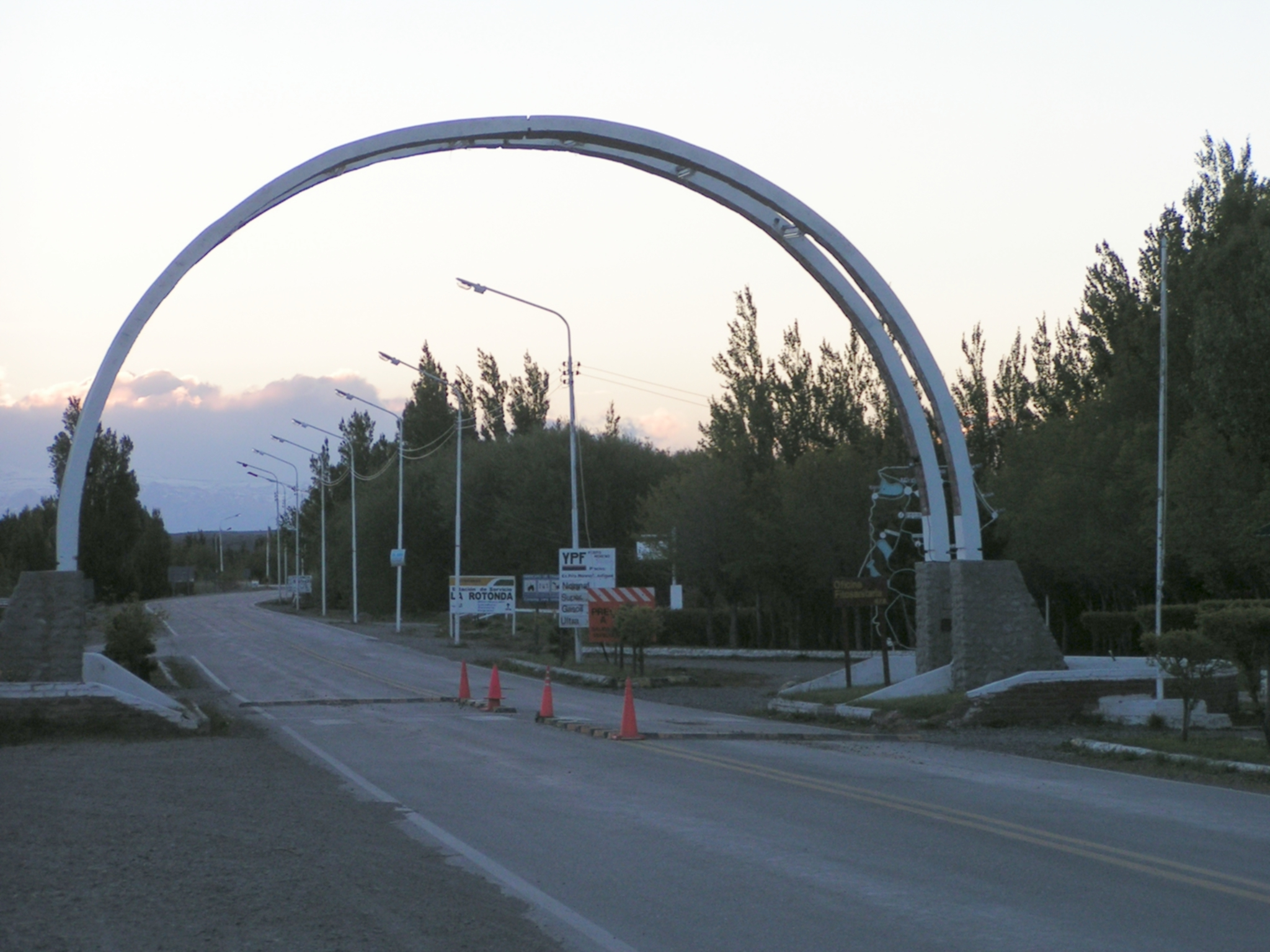
En la imagen se puede observar el arco de entrada a la localidad.

Autor del escudo: Sr Héctor Conrado Leiva.
Oficializado: 6 de diciembre de 1974.
Mantienen la forma y proporciones del Escudo Nacional dentro de un óvalo dividido en dos campos por una línea divisoria entre el agua y un farallón de cueva de las Manos. En el centro, sobre la línea del horizonte un cisne blanco de cuello negro.
Dos ramas de laureles circundan el óvalo entre lazados en la parte inferior al centro con una cinta celeste y blanca. Corona la parte superior una banda celeste y blanca, la inscripción Perito Moreno y fuera de ella en un plano entre la banda y el óvalo Provincia de Santa Cruz.
Significado:
El Agua: Representativa del lago Buenos Aires, del Río Deseado, Laguna de los Cisnes, y otros ríos de la zona.
El Cisne de Cuello Negro: Una de las aves que tiene su hábitat permanente en estos lugares.
El Farallón de la cueva de las Manos: Como testimonio milenario, cuyo Arte Rupestre quedó en infinidad de manos pintadas en el Cañadón del Río Pinturas.
Los Laureles: símbolo de la Grandeza de un pueblo.

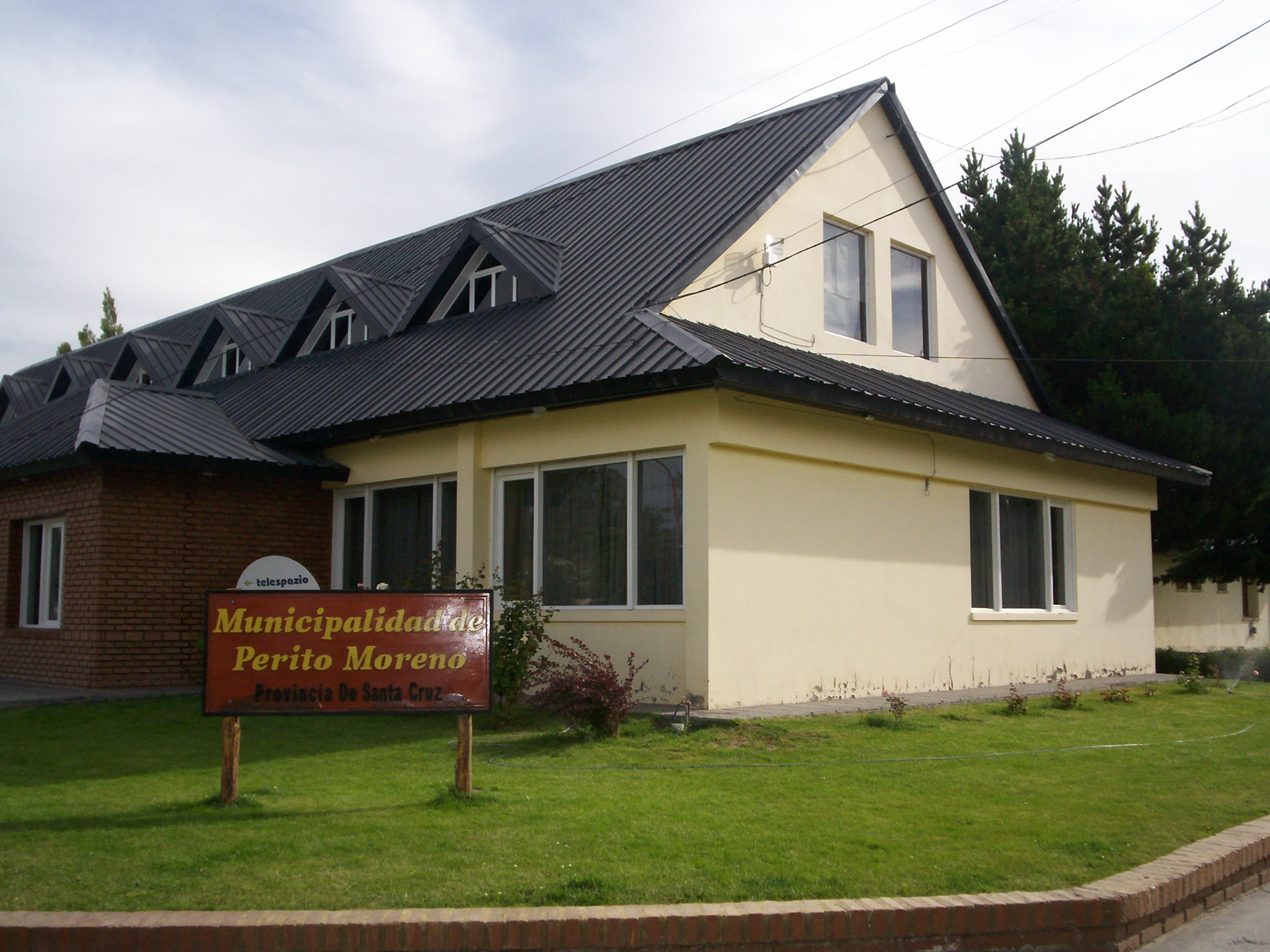
Palacio Municipal de Perito Moreno.

## Población
Conntó con 4617 habitantes (Indec, 2010), de los cuales 2817 mujeres y 2430 varones, lo que fue un incremento del 28% frente a los 3588 habitantes (Indec, 2001) del censo anterior. En el censo 2022 la población mantuvo su ritmo de crecimiento al alcanzar 7808 habitantes. Además, se registraron 3118 viviendas.
| Gráfica de evolución demográfica de Perito Moreno entre 1947 y 2022 |
|                                                                     |
| Fuente: Censos nacionales del INDEC                                 |

## Turismo
Perito Moreno, es un centro turístico de distribución en la zona del lago Buenos Aires con una superficie total del ejido municipal de 6.573 ha. Distante a unos 25 km del lago Buenos Aires, el segundo más grande de Sudamérica con una superficie total de 2.240 km² de los cuales 881 km² corresponden a la Argentina. Es un lago binacional y en Chile se llama lago General Carrera.
La ciudad cuenta con puntos panorámicos que permiten la visión de los ríos que la circundan como así también de la ciudad junto a la laguna de los Cisnes.

## Parroquias de la Iglesia católica en Perito Moreno
| Diócesis  | Río Gallegos                            |
| --------- | --------------------------------------- |
| Parroquia | María Inmaculada Reina de las Victorias |